# Ramersdorf-Perlach

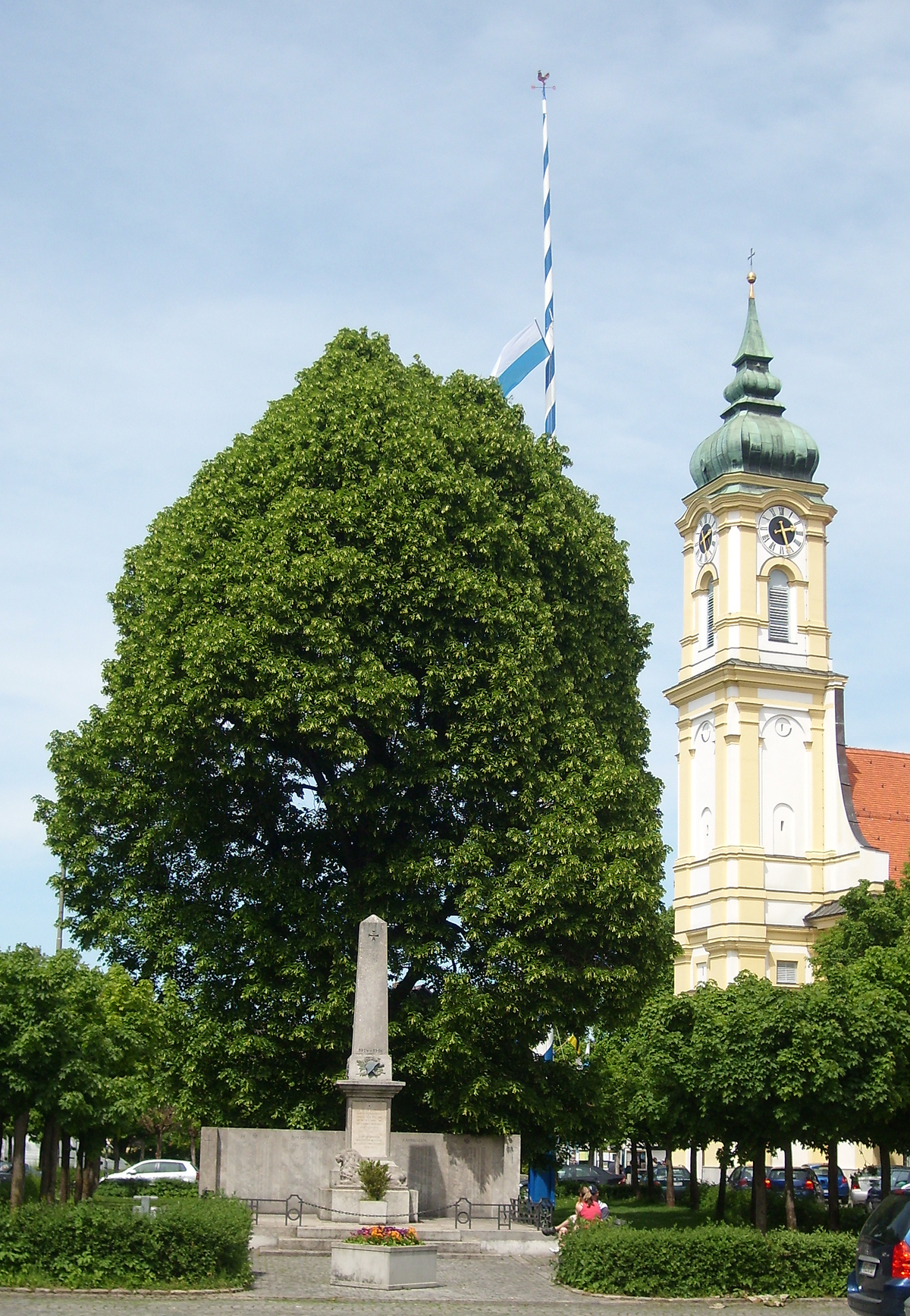
Piața Sf. Michael din Perlach

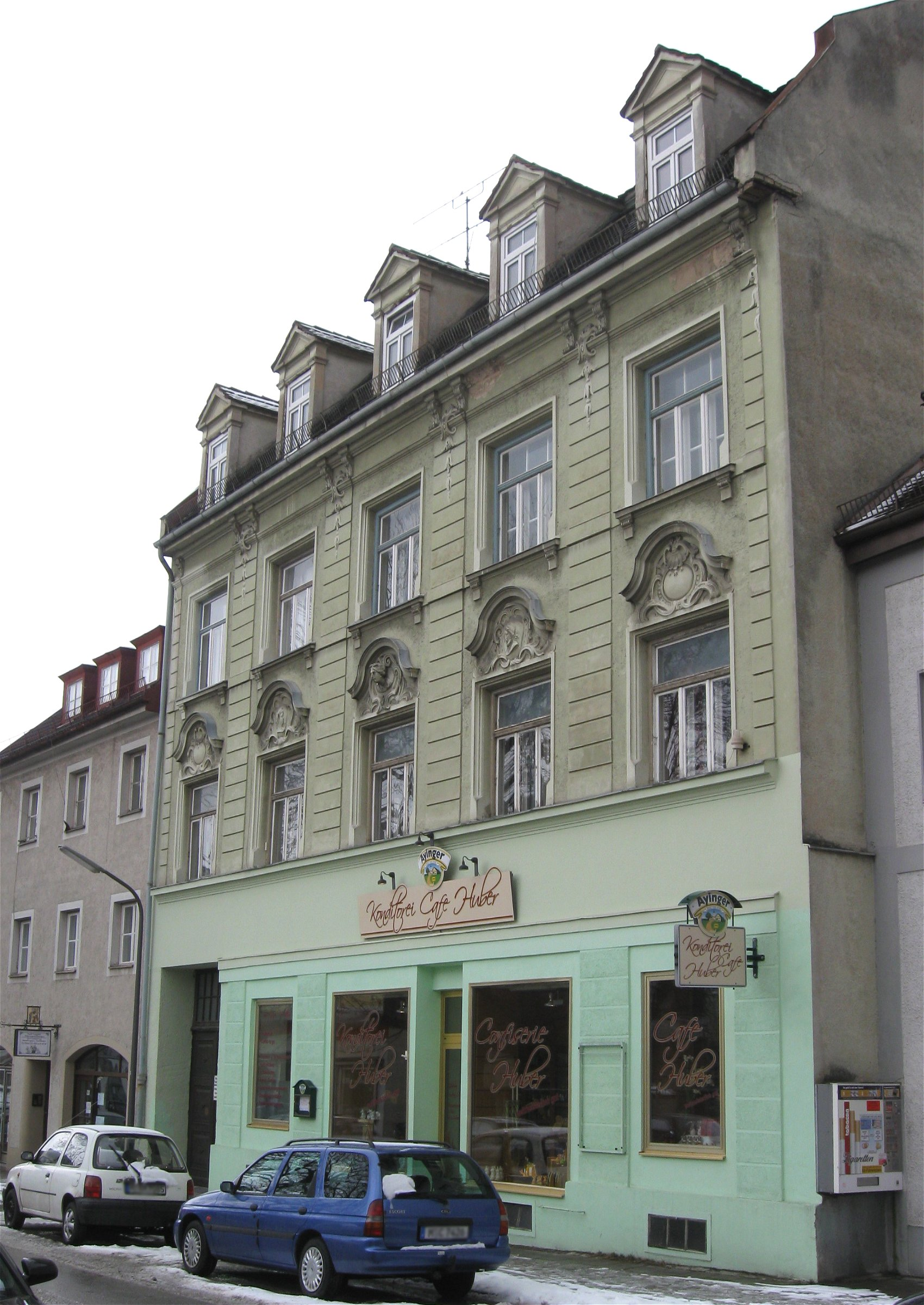
Centrul din Ramersdorf

Ramersdorf-Perlach formează districtul 16 din München, Germania. Se află în partea sud-vestică a orașului.
Se compune din două municipii: fostul sat Ramersdorf (încorporare la 1 ianuarie 1864) și Perlach (încorporare la 1 ianuarie 1930)  și cele două districte ale vechiului Perlach numite Neuperlach și Waldperlach. Districtele Michaeliburg și Fasangarten nu mai aparțin districtului Ramersdorf-Perlach ci districtelor Trudering-Riem și Obergiesing.